# قلوب كيميائية (فلم 2020)
قلوب كيميائية (بالإنجليزية: Chemical Hearts) فيلم درامي رومانسي أمريكي لعام 2020 من تأليف وإنتاج وإخراج ريتشارد تاني، استنادًا إلى رواية «قلوبنا الكيميائية» للكاتبة البريطانية «كريستال ساثرلاند». البطولة للنجوم أوستن أبرامز وليلي راينهارت. صدر في 21 أغسطس 2020 لشركة ستوديوهات امازون. نال الفيلم استحسان النقاد.

## طاقم التمثيل
- أوستن أبرامز: في دور هنري بيج
- ليلي راينهارت: في دور جريس تاون
- كارا يونغ: في دور لولا
- كورال بينيا: في دور كورا
- سي جيه هوف: في دور موراي
- جوردان أدلمان: في دور طالب 14
- سارة جونز: في دور سادي
- ادهير كالايان: في دور كيم شارما
- بروس التمان: في دور توبي
- كاثرين كيرتن: في دور سارة[2]

## ملخص أحداث الفيلم
هنري بيدج (أوستن أبرامز) يبلغ من العمر 17 عامًا وفي حالة حب. يتخيل نفسه رومانسيًا، لكن هذا النوع من الحب الذي كان يأمل في تحقيقه مرة واحدة في العمر لم يحدث بعد. يلتقى بالطالبة جريس تاون (ليلي راينهارت) القادمة الجديدة، في اليوم الأول من السنة الأخيرة، ويشعر أن كل شيء على وشك التغيير، عندما يتم اختيار غريس وهنري للمشاركة في تحرير الصحيفة المدرسية. ينجذب هنري على الفور إلى الوافدة الجديدة الغامضة، بينما يعلم السر المفجع الذي غيّر حياتها، يجد نفسه يقع في حبها، أو على الأقل يعتقد أنه كذلك.

## استقبال الفيلم
حصل الفيلم في موقع الطماطم الفاسدة على تقييم 62% بناء على 82 ناقد فني، وحصل على 57% في موقع ميتاكريتك.

## وصلات خارجية
- مقالات تستعمل روابط فنية بلا صلة مع ويكي بيانات